# Fuerza Voluntaria Lealista
La Fuerza Lealista del Ulster (en inglés: Loyalist Volunteer Force - LVF ) es un grupo paramilitar leal al Reino Unido en Irlanda del Norte que surgió como división de otro grupo paramilitar, la Fuerza Voluntaria del Úlster (UVF). Está proscrita como organización terrorista en el Reino Unido y en Irlanda. Los Estados Unidos tienen inscrita la LVF en su propia lista del Departamento de Estado.

## Inicio
Fue creada por Billy Wright, al que se cree responsable del asesinato de treinta católicos (la mayoría civiles sin conexiones paramilitares). Siendo líder de una brigada de la Fuerza Voluntaria del Úlster (UVF) en Belfast empiezan las rencillas internas entre Billy Wright y la dirección de la UVF en Belfast. En julio de 1996, encontraron abandonado el cuerpo de un taxista católico, recientemente licenciado en la universidad, a algunas millas de Lurgan. Aunque ningún grupo reivindicó el asesinato, las sospechas cayeron inmediatamente en los hombres de Wright. 

### Wright abandona la UVF
Por ello, la unidad de Wright fue retirada por la dirección de la UVF, pues había pactado un alto el fuego, que la organización había estado observando, mientras sus representantes negociaban lo que hubiera de ser el Acuerdo de Viernes Santo. Entonces, Wright tomó a la mayoría de los miembros de su unidad y fundó la LVF. Wright, que había sido previamente predicador, se cree que ejercía una gran fuerza moral sobre los miembros de la LVF, por ejemplo, prohibiendo la pornografía en el ala de la LVF en la prisión de Kesh.

## Actividades actuales
Se cree que la LVF está detrás de muchas atrocidades en el área de Lurgan/Portadown, incluyendo muchos ataques contra civiles. Wright finalmente fue acusado de comportamiento amenazador y condenado a ocho años en la prisión de Maze. Allí, exigió un ala separada para los presos de la LVF. Las autoridades cedieron y el ala se convirtió en un punto de encuentro para las diversas facciones disidentes de paramilitares leales al Reino Unido, incluyendo a muchos de Belfast y del norte del condado de Down.

### Muerte de Wright
Wright fue asesinado el 27 de diciembre de 1997 en un ataque planeado del INLA por encarcelados en un ala adyacente de la prisión. Mientras Wright estaba sentado en una furgoneta esperando una visita, una unidad de tres hombres escaló varias azoteas en la prisión antes de atravesar corriendo un patio y, a la vista de los hombres de Wright, le dispararon. El INLA reivindicó esta "ejecución" como represalia por el sectarismo de Wright. Ninguno de los dos hombres que estaban con Wright en la furgoneta de la prisión, uno de los cuales estaba condenado por la muerte de un adolescente católico, resultó herido.

### Investigación
El gobierno británico ha prometido una investigación por la dudas relativas a cómo los hombres tenían conocimiento de los movimientos de Wright y de la forma de acceso al ala lealista. El Secretario de Estado Británico para Irlanda del Norte, Paul Murphy, anunció una investigación pública por el asesinato de Billy Wright en noviembre de 2004, después de un informe del juez canadiense Peter Cory. 
Los gobiernos británico e irlandés lo designaron para investigar las muertes que pudieran implicar complicidad entre las fuerzas de seguridad y los paramilitares en ambos lados de la frontera irlandesa. El juez Cory recomendó investigaciones independientes en las muertes de Rosemary Nelson, Robert Hamill y Billy Wright en Irlanda del Norte. El juez Cory también recomendó una investigación en la República de Irlanda de los asesinatos del superintendente Bob Buchanan y el superintendente-jefe Harry Breen en 1989.

### Tras Wright
El sucesor de Wright como líder de la LVF, Mark Fulton, fue encontrado colgado en la prisión de Maghaberry en 2002. Fulton era el primer sospechoso en el asesinato de la abogada católica Rosemary Nelson, una defensora católica de miembros del IRA Provisional en juicios.

## LVF yGood Friday
En marzo de 1998, durante las negociaciones para el Acuerdo de Viernes Santo, el LVF publicó una declaración que expresaba su apoyo a la postura contraria al acuerdo del Partido Unionista Democrático del Úlster. LVF tenía muchos lazos con el PUDU del Reverendo Ian Paisley; incluso se produjo la presencia de Wright en septiembre de 1996 en el estrado de un mitin político del Reverendo William McRea, un diputado unionista en el parlamento británico. No obstante, en mayo de 1998 pidió un alto del fuego e impulsó a la gente votar No en el referéndum tras el acuerdo. Más adelante, entregó una pequeña cantidad de armas a la Comisión Internacional Independiente de Desarme. Las armas fueron destruidas y registradas en vídeo.

## Vínculos con el narcotráfico
La LVF es el único grupo paramilitar en Irlanda que ha matado a un periodista, Martin O'Hagan, que exponía la implicación del grupo en el comercio de heroína. A pesar de su ideología, la organización en Belfast tiene fuertes lazos con los gánsteres católicos y los propios traficantes. 
Después de una pelea particularmente sangrienta con la Fuerza Voluntaria del Úlster en el verano de 2005, el LVF anunció en octubre de 2005 que se retiraba siguiendo la retirada y el desarme anteriores del IRA. En febrero de 2006, la comisión de supervisión independiente confirmó que el enfrentamiento con la Fuerza Voluntaria del Úlster había terminado, pero que la implicación del LVF con el crimen organizado y el tráfico de drogas continuaba, describiéndolos como una "organización profundamente criminal".